# Gymnastique artistique aux Jeux olympiques d'été de 2004 - Sol hommes
Pour un article plus général, voir Gymnastique artistique aux Jeux olympiques d'été de 2004.
Navigation
Sydney 2000 Pékin 2008
Résultats de l'épreuve de Gymnastique artistique au sol - hommes lors des Jeux olympiques d'été de 2004 à Athènes. La qualification et la finale ont eu lieu du 14 au 22 août à l'Olympic Indoor Hall.

## Médaillés
| Or     | Kyle Shewfelt Canada       |
| Argent | Marian Drăgulescu Roumanie |
| Bronze | Jordan Jovtchev Bulgarie   |

## Résultats

### Finale
| Rang | Gymnaste                | Note de départ | CHN  | LAT  | POR  | PRK  | HUN  | ISR  | Pénalité | Total |
| ---- | ----------------------- | -------------- | ---- | ---- | ---- | ---- | ---- | ---- | -------- | ----- |
|      | Kyle Shewfelt (CAN)     | 10.00          | 9.85 | 9.80 | 9.75 | 9.80 | 9.80 | 9.75 | —        | 9.787 |
|      | Marian Drăgulescu (ROU) | 10.00          | 9.70 | 9.80 | 9.85 | 9.75 | 9.80 | 9.80 | —        | 9.787 |
|      | Jordan Jovtchev (BUL)   | 10.00          | 9.80 | 9.80 | 9.70 | 9.85 | 9.70 | 9.75 | —        | 9.775 |
| 4    | Gervasio Deferr (ESP)   | 10.00          | 9.80 | 9.70 | 9.80 | 9.65 | 9.70 | 9.65 | —        | 9.712 |
| 5    | Paul Hamm (USA)         | 10.00          | 9.70 | 9.80 | 9.70 | 9.65 | 9.70 | 9.75 | —        | 9.712 |
| 6    | Daisuke Nakano (JPN)    | 10.00          | 9.70 | 9.75 | 9.70 | 9.70 | 9.75 | 9.55 | —        | 9.712 |
| 7    | Isao Yoneda (JPN)       | 10.00          | 9.65 | 9.70 | 9.65 | 9.75 | 9.65 | 9.65 | —        | 9.662 |
| 8    | Morgan Hamm (USA)       | 10.00          | 9.70 | 9.80 | 9.75 | 9.75 | 9.75 | 9.75 | 0.10     | 9.650 |